# Marianne Regensburger

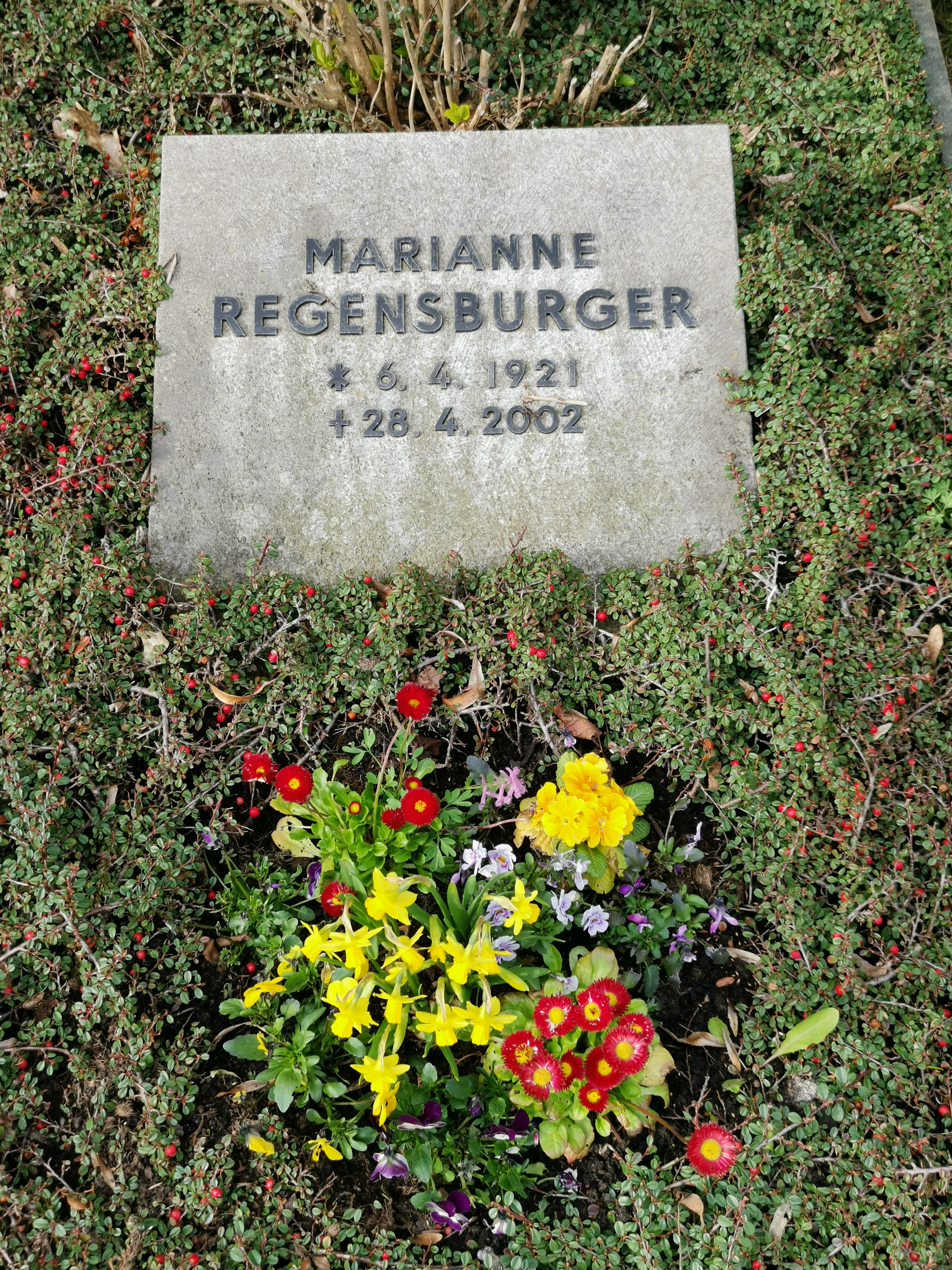
Grab auf dem St.-Annen-Kirchhof in Berlin-Dahlem, Reihe 26

Marianne Regensburger (* 6. April 1921 in Fürth; † 28. April 2002 in Berlin) war eine deutsche Publizistin und Journalistin.

## Biografie
Regensburger wurde 1921 in Fürth geboren, wo sie in einer assimilierten jüdischen Familie aufwuchs. Der zwei Jahre jüngere Heinz Kissinger, später als US-Außenminister Henry Kissinger bekannt geworden, lebte in der Nachbarschaft.
1939 emigrierte sie über Großbritannien in die USA und studierte mit einem Stipendium der Quäker.
Nach ihrer Rückkehr aus den USA begann sie 1948 ihre journalistische Laufbahn bei der Münchner Neuen Zeitung, bevor sie 1953 zu Theodor W. Adorno an das Institut für Sozialforschung in Frankfurt ging. In den 1950er Jahren publizierte sie zahlreiche Aufsätze zu politischen, historischen und kulturellen Themen in der Hamburger Wochenzeitung Die Zeit.
Marianne Regensburger war in den 1960er Jahren eine bekannte Kommentatorin beim RIAS. 1964 gehörte Regensburger zu den zahlreichen prominenten linksliberalen Berliner Autoren, die, vom neuen Chefredakteur Hans Höppner engagiert, das Spandauer Volksblatt von einem unbedeutenden Vorstadtblatt zu einer Alternative zur den Berliner Zeitungsmarkt damals beherrschenden Springer-Presse machen wollten. In der zweiten Hälfte der 1960er Jahre engagierte sie sich im Umfeld der APO, u. a. war sie stellvertretende Vorsitzende des legendären Republikanischen Clubs. Kurze Zeit nach dem Attentat auf ihren Freund Rudi Dutschke trat sie auf einer Demo gegen den Axel-Springer-Verlag öffentlich in Erscheinung, was von den Springer-Zeitungen breit getreten wurde und ihr Ärger bei ihrem Arbeitgeber RIAS einbrachte. Sie wechselte deshalb schließlich zu dem von ihrem früheren RIAS-Kollegen Hanns Werner Schwarze geleiteten ZDF-Studio Berlin, wo sie ab 1971 als Redakteurin bei Kennzeichen D tätig wurde.
Regensburger konvertierte 1962 vom Judentum zum Christentum, nicht zuletzt aufgrund ihrer Erfahrungen mit den Quäkern in den USA während der Emigration. Sie war in ihren letzten Lebensjahren eine engagierte christliche Pazifistin, die regelmäßig an Aktionen wie den Ostermärschen teilnahm.
Marianne Regensburger starb 2002 im Alter von 81 Jahren in Berlin. Ihr Grab befindet sich auf dem St.-Annen-Kirchhof in Berlin-Dahlem.

## Werke und Anthologien
- Marianne Regensburger: Kommentare zur Zeit 1950–2000, Verlag am Park, 2004, ISBN 978-3897930940

## Veröffentlichungen
- Wo kein Baum blüht – der Weg eines Ehepaars durch die Zuchthaushaft zur Freiheit: Die Zeit, Nr. 50, 12. Dezember 1957